# Thundorf (Szwajcaria)
Thundorf – miejscowość i gmina (Politische Gemeinde) w północno-wschodniej Szwajcarii, w kantonie Turgowia, w okręgu (Bezirk) Frauenfeld.  

## Demografia
W Thundorfie mieszka 1 549 osób. W 2021 roku 7,7% populacji gminy stanowiły osoby urodzone poza Szwajcarią. 